# Британські Соломонові острови
Британські Соломонові острови (англ. British Solomon Islands) — назва колишнього британського протекторату над Соломоновими островами. Протекторат оголошений в 1893 році над південними Соломоновими островами. Північні Соломонові Острови спершу належали Німецькій Новій Гвінеї, але в 1900 році ці острови були передані англійцями в обмін на визнання німецького протекторату над Самоа. У 1978 році Соломонові Острови стали незалежними.
Соломонові острови розташовані в західній частині Тихого океану, на схід від Нової Гвінеї і складаються з кількох сотень невеликих островів, які мають загальну площу 28400 км².

## Формування
Соломонові острови були відкриті в 1568 році, коли туди з Перу приплив іспанський мореплавець Альваро Менданья де Нейра, який вдало виміняв у місцевих жителів золото і назвав ці острови ісп. Islas Salomón, вважаючи, що знайшов легендарну землю Офір, звідки у давнину вивозив золото біблійський цар Соломон.
Однак дві наступні іспанські експедиції зазнали невдачі через ворожість місцевого населення і тропічні хвороби. Упродовж двох століть після цього, європейців на Соломонових островах не було зовсім: острова просто не знайшли за описами. Удруге вони були відкриті, незалежно одне від одного, англійцем Філіпом Картеретом і французом Луї-Антуаном де Буґенвілем в 1767—1768 роках і відтоді їх стали регулярно відвідувати експедиції різних держав.
У березні 1893 року офіцерами Королівського військово-морського флоту від імені Британської імперії на Соломонових островах був проголошений протекторат (усього над 21 островом) з підняттям прапора і зачитуванням відповідної прокламації. В адміністративному сенсі, Британські Соломонові острови стали підрозділом комісаріату Британські Західно-Тихоокеанські Території.

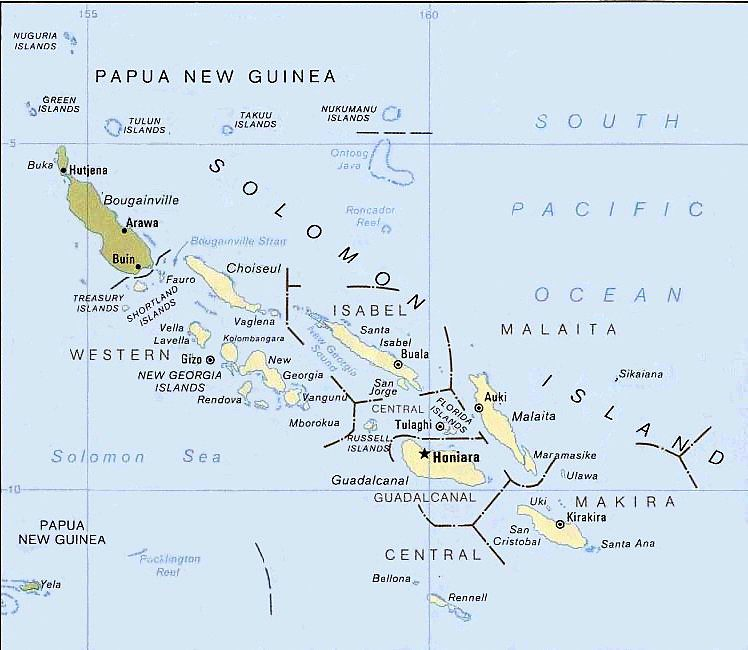
Британські Соломонові острови (світлі) і північні Соломонові острови (темні)

Острови Реннелл і Беллона, а також Сікаяна були додані до них в 1897 році. У наступному 1898 році протекторат був поширений і на архіпелаги Санта-Крус, Риф, Дафф і острови Анута, Фатутака та ін.
У 1899 році відповідно до Тристоронньої конвенції, яку Велика Британія підписала з Німеччиною і Сполученими Штатами Америки, в обмін на зняття своїх претензій із Самоа їй вдалося пересунути на північ (аж до острова Буґенвіль) лінію розмежування між Британськими Соломоновими островами і північними Соломоновими островами, які були під юрисдикцією Німеччини (з квітня 1885 року — частиною Німецької Нової Гвінеї).
Таким чином, у складі британського протекторату опинилися острови Шуазоль, Санта-Ісабель, Онтонг-Джава, Шортленд і довколишні дрібні острови.

## Історія
Із середини 1840-х років на Соломонових островах неодноразово намагалися влаштуватися католицькі й протестантські місіонери, а з 1860-х — і перші білі торговці. З 1870-х років тут розцвіло масове напівпримусове вербування остров'ян для робіт на плантаціях Фіджі, Самоа, Нової Каледонії та Австралії. Аборигени часто виявляли ворожість і прагнення до фізичного знищення колонізаторів, тому опанування території йшло повільно.
На початку XX століття кілька британських і австралійських компаній почали створювати на Британських Соломонових островах плантації кокосових пальм. За десятиліття місіонерської діяльності значна частина остров'ян була навернена у християнство різних гілок. У 1908 році острови відвідав письменник Джек Лондон під час навколосвітньої подорожі на побудованому за власними кресленнями судні «Снарк». Свої враження він пізніше зобразив у гумористичному оповіданні «Страшні Соломонові острови».
Врядування протекторатом у той час перебувало в руках резидент-комісара, резиденція якого розташовувалася в Тулагі. Він підпорядковувався верховному комісарові Західної частини Тихого океану на Фіджі. У 1921 році при резидент-комісарі була утворена консультативна рада з семи членів, включно з трьома чиновниками. Місцева адміністрація була представлена двома комісарами і підлеглими їм 4 районними комісарами. У 1931 році на Британських Соломонових островах був проведений перший перепис населення, що зафіксував 94 066 осіб.

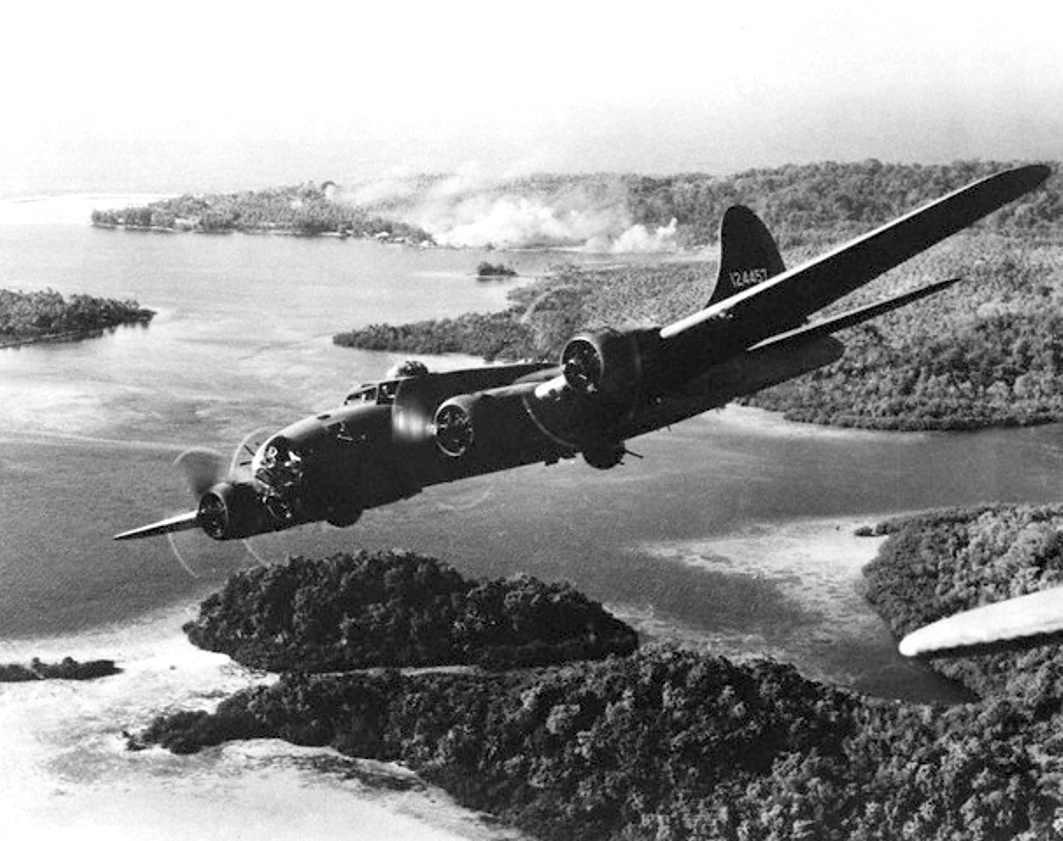
Американський бомбардувальник B-17 біля Ґізо.

Під час Другої світової війни частина островів була окупована Японською імперією. У 1942—1945 роках на островах велися кровопролитні бої між японцями і військами антигітлерівської коаліції (Велика Британія, США, Австралія і Нова Зеландія), що закінчилися перемогою останньої. Масштабні бойові дії сторін завдали серйозної шкоди економіці, по суті позбавивши основну масу остров'ян звичних джерел існування і занять.
Це, серед іншого, дало несподіваний ефект: обслуговуючи за наймом війська союзників (в основному, американські) і спостерігаючи велику кількість завезеного для солдатів харчів, аборигени почали сподіватися на своє швидке звільнення та достаток, у них розвинувся культ карго. Однак командування Збройних сил США в 1944 році чітко дало зрозуміти, що після закінчення бойових дій американці підуть, повернувши владу британцям — що викликало масове невдоволення й опір.
На такому підґрунті, у перші повоєнні роки на Соломонових островах виник протибританський політичний рух «Маасіна Руру» (себто «Братська влада»), що ставив собі за мету звільнення аборигенів, власне самоврядування і рівноправність, він об'єднав тисячі людей. Його члени неодноразово піддавалися масових арештів і репресій з боку колоніальної влади. У 1951 році після серії переговорів із засудженими вождями руху, британці пішли з ними на угоду і, власне, виконання частини їхніх вимог, поступово вводячи елементи місцевого самоврядування.

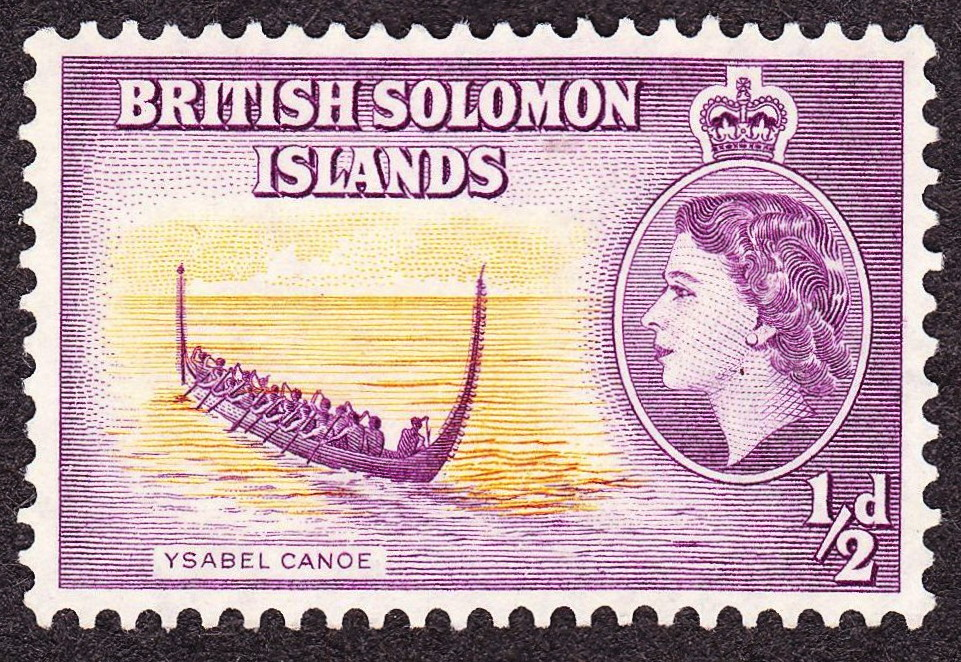
Воїни острова Ісабель на бойовому каное (поштова марка 1956 року)

## Деколонізація
За 1950-ті роки на островах з'явилася мережа місцевих рад. З 1960 року вони могли висувати виборців для формування частини центральних органів врядування, була прийнята конституція. З 1967 року на Соломонових островах стали відбуватися загальнонаціональні вибори членів законодавчої ради. У 1970 році була введена нова конституція, що замінила законодавчу і виконавчу ради єдиною урядовою радою та надала остров'янам обмежену автономію — з'явився кабінет міністрів.
У грудні 1970 року рада проголосувала за надання незалежності Соломоновим островам через п'ять років, у 1975 році. З 1973 року на островах зміцніли перші політичні партії. У 1974 році урядова рада була перетворена на законодавчу асамблею. У червні 1975 року Британські Соломонові острови були перейменовані в Соломонові острови і в січні 1976 року їм було надано самоврядування.
У жовтні 1977 року замість австралійського долара була введена власна валюта, долар Соломонових островів, а в липні 1978 року проголошена незалежна держава Соломонові Острови і прийнята нова конституція. При цьому держава залишилася частиною британської Співдружності націй й досі очолюється королем Великої Британії.